# キュウリグサ
キュウリグサ（胡瓜草、学名: Trigonotis peduncularis）は、ムラサキ科キュウリグサ属の雑草。和名は、葉をもむとキュウリのようなにおいがすることに由来する。別名タビラコともいうが、キク科のコオニタビラコと紛らわしい。

## 形態・生態
越年草。花期は3月 - 5月。淡い青紫色の花を咲かせる。巻きがかった茎の先についたたくさんの蕾は、下の方から順に開花していく。花は小さく、直径は2ミリメートル (mm) ほどである。この茎の先端の巻き方がサソリの尻尾のようなのでサソリ型花序ともよばれている。樹高は30cmまで伸びる。
葉は丸みを帯び、上方の葉は細長いたまご形、根元の葉はスプーン形である。葉や茎には白い毛があり、葉や茎を揉んだり擦ったりすることでキュウリの香りがすることからこのような名前になっている。
園芸植物としても知られるワスレナグサとは近縁で、花や花序の姿がよく似ているが、ワスレナグサの花の直径が1cmほどであるのに対し、キュウリグサの花ははるかに小さい。

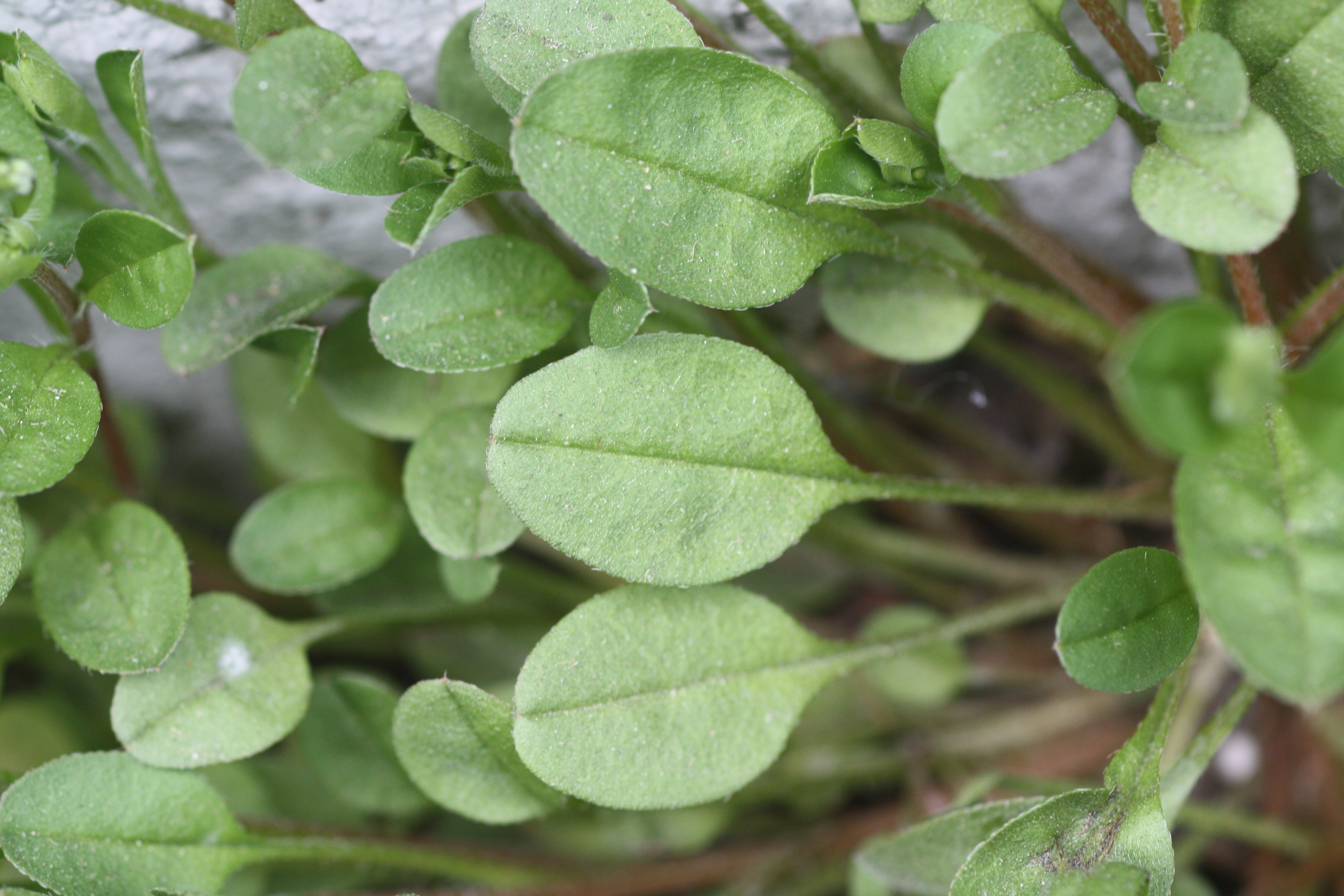
葉
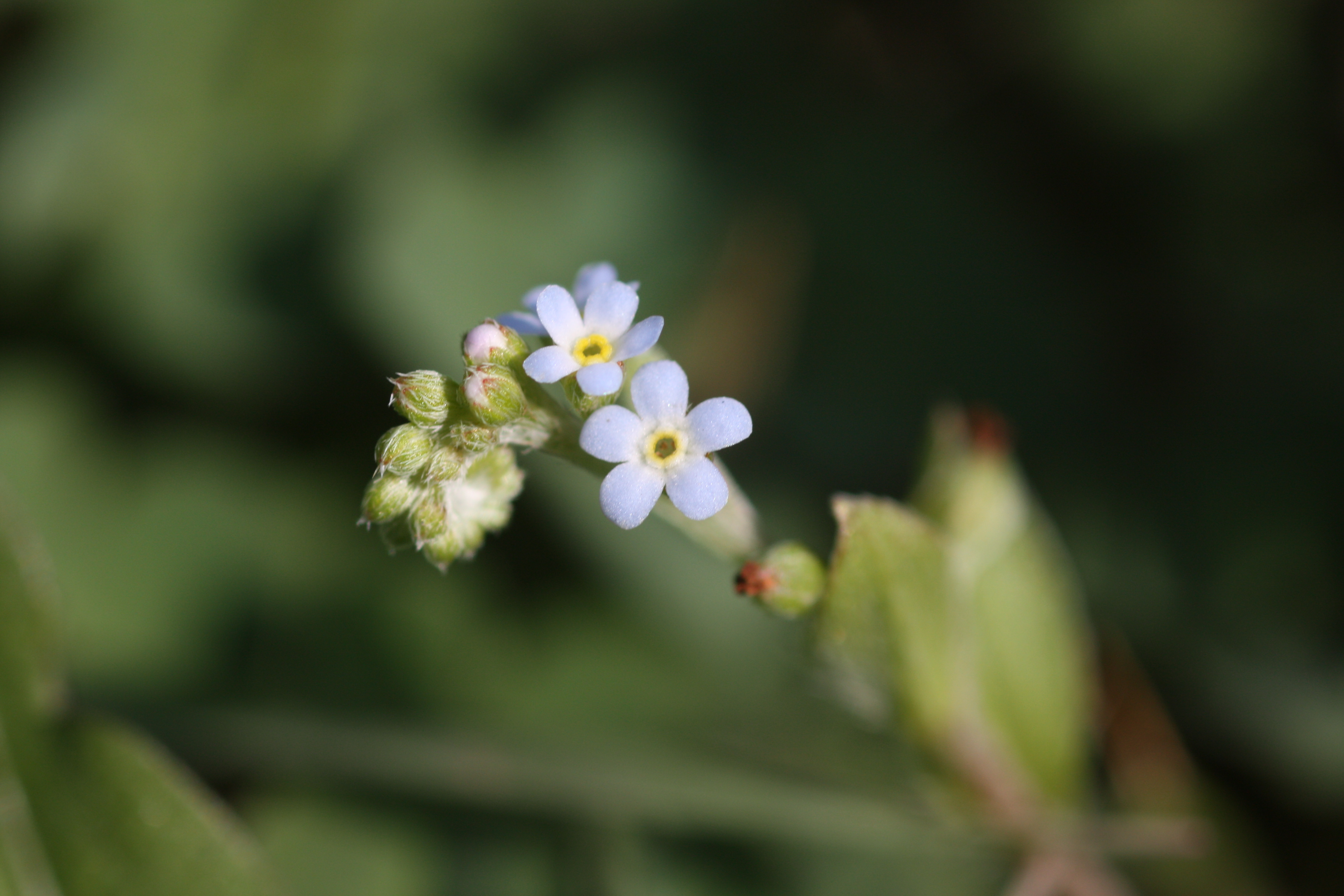
花

## 分布
日本全土に分布する。道端や畑、庭の片隅などあらゆるところに生える。雑草扱い。